# مریم حسینی
مریم حسینی (زادهٔ ۲ فروردین ۱۳۴۱)، استاد دانشگاه و عضو هیئت علمی گروه زبان و ادبیات فارسی دانشکدهٔ ادبیات، زبان‌ها و تاریخ دانشگاه الزهراء است.
وی عضو وابستۀ فرهنگستان زبان و ادبیات فارسی است. در سال 1400 مقام سرآمد آموزشی کشور را کسب کرد و در سال 1401 به عنوان دانشمند برگزیدۀ سال جایزۀ البرز معرفی شد. او تألیف ده‌ها کتاب و بیش از صد مقالۀ علمی را در کارنامۀ خود دارد.
همچنین وی دبیر علمی چندین همایش بین‌المللی بوده است.  دبیر علمی کارنامهٔ صد سال شعر زنان فارسی‌سرا  همایش بین‌المللی حکیم سنایی بوده‌است. دبیری همایش ادبیات تطبیقی زنان داستان‌نویس ایران و ترکیه را نیز در کارنامۀ خود دارد.
وی از سال 1394 تا 1397 ریاست انجمن نقد ادبی ایران را بر عهده داشته است. او هم اکنون سردبیر مجله علمی پژوهشی ادبیات عرفانی را به عهده دارد و به مدت سه سال سردبیری مجله ادبیات و هنر بر عهده او بوده است. او عضو هیئت تحریریه چندین مجله علمی است.
کتاب حدیقه الحقیقه به تصحیح و مقدمهٔ وی تشویقی دورهٔ بیست‌ودوم کتاب سال جمهوری اسلامی ایران شد. وی برای تألیف کتاب مکتب‌های ادبی جهان جایزۀ پروین اعتصامی را دریافت کرده است. همچنین تصحیح کتاب انیس الطالبین و عدة السالکین وی برگزیدۀ جایزۀ تشویقی کتاب سال 1403 شده است. 

## کتاب‌ها
- پیر پرده‌نشین: دربارهٔ زندگی، احوال و آثار جنید بغدادی، انتشارات دانشگاه الزهراء، ۱۳۸۰[۱۳]
- حدیقة الحقیقه و شریعة الطریقه (فخری‌نامه)، مرکز نشر دانشگاهی، ۱۳۸۲[۱۴][۱۵]
- نخستین زنان صوفی به همراه ترجمه کتاب ذکر النسوه المتعبدات سلمی، نشر علم، ۱۳۸۵[۱۶]
- ریشه‌های زن‌ستیزی در ادبیات کلاسیک فارسی، نشر چشمه، ۱۳۸۸[۱۷] این کتاب در سال ۱۳۹۶ به چاپ چهارم رسید.
- ثنای سنایی (مجموعه مقالات همایش بین‌المللی حکیم سنایی)، خانهٔ کتاب، ۱۳۸۹[۱۸]
- سنایی، خانهٔ کتاب، ۱۳۹۲[۱۹]
- تصحیح و ترجمهٔ «کشف‌الاسرار و مکاشفات‌الانوار» اثر روزبهان بقلی، انتشارات سخن، چاپ اوّل ۱۳۹۳[۲۰][۲۱]
- مکتب‌های ادبی جهان، نشر فاطمی، ۱۳۹۶.
- مقامات شیخ حسن بلغاری، انتشارات موقوفات افشار، 1398

- تصحیح میزان العقاید غزالی، انتشارات مولی، 1400
- تصحیح معراجنامه ایلخانی،نتشارات مرکز نشر دانشگاهی، 1401
- گلگشتی در شعر و اندیشه سنایی، انتشارات سمت، 1400
- خواجه خواجگان عبدالخالق غجدوانی، انتشارات موقوفات افشار، 1401
- از کاشغر تا استانبول، تحقیق و تصحیح رسالههای خواجگان نقشبندیه، انتشارات علمی، 1401
- مسلک العارفین، تحقیق و تصحیح، انتشارات علمی، 1401
- تصحیح و تحقیق انیس الطالبین و عدة السالکین در شرح مقامات بهاء الدین نقشبند و مقامات علاء الدین عطار، انتشارات علمی، 1402

## جوایز
- پژوهشگر نمونهٔ دانشگاه الزهراء به‌طور پیوسته در سال‌های متوالی.
- دریافت جایزهٔ تشویقی کتاب سال به‌مناسبت تصحیح کتاب حدیقةالحقیقه در سال 1383.[۲۲]
- دریافت جایزهٔ پژوهشگر برتر در مراسم هفتهٔ کتاب از طرف وزرات فرهنگ و ارشاد اسلامی، آذر ۹۲
- دریافت جایزهٔ پروین اعتصامی به‌مناسبت تألیف کتاب مکتب‌های ادبی جهان در سال ۱۳۹۶.
- دریافت جایزۀ کتاب سال تبریز برای تصحیح کتاب مقامات شیخ حسن بلغاری.
- برگزیدۀ سرآمد آموزشی کشور در سال ۱۴۰۰.
- دریافت جایزه البرز در سال ۱۴۰۱.
- دریافت جایزۀ تشویقی کتاب سال به مناسبت تصحیح کتاب انیس الطالبین 1403